# Metabiantes kakololius
Metabiantes kakololius – gatunek kosarza z podrzędu Laniatores i rodziny Biantidae.

## Występowanie
Gatunek został wykazany z Zairu.